# Plateau de broussailles du Colorado
Localisation
L'écorégion appelée par le WWF Colorado Plateau shrublands soit littéralement depuis l'anglais Plateau de broussailles du Colorado est une zone semi-aride au centre de l'Amérique du Nord. Cette écorégion occupe 326 400 km2 et 90 % de sa surface se situe sur le bassin versant du Colorado. Le plateau, lentement incliné vers le nord, est entrecoupé de profonds canyons issus de l'érosion de l'eau. Cette écorégion est menacée par le phénomène de fragmentation écopaysagère.
Plusieurs parcs et zones protégées s'y trouvent :
- le parc national du Grand Canyon au nord-ouest de l'Arizona ;
- le parc national des Canyonlands à l'est de l'Utah ;
- le parc national de Bryce Canyon ;
- le parc national de Mesa Verde ;
- le parc national de Capitol Reef ;
- le parc national de Petrified Forest ;
- Desolation Canyon ;
- San Raphael Swell ;
- Navajo Mountain au sud du Colorado ;
- le parc national des Arches est de l'Utah ;
- monument national de Dinosaur ;
- Sevilleta National Wildlife Refuge.